# Stenobothrus clavatus
Stenobothrus clavatus is een rechtvleugelig insect uit de familie veldsprinkhanen (Acrididae). De wetenschappelijke naam van deze soort is voor het eerst geldig gepubliceerd in 1979 door Willemse.
1. ↑  (en) Stenobothrus clavatus op de IUCN Red List of Threatened Species.